# تپه دیبان ۳ ۰۵۸
تپه دیبان ۳ ۰۵۸ در شهرستان شوشتر، روستای عرب حسن واقع شده و این اثر در تاریخ ۵ آذر ۱۳۸۰ با شمارهٔ ثبت ۴۲۹۰ به‌عنوان یکی از آثار ملی ایران به ثبت رسیده است.